# Парнова, Елизавета Александровна
Елизавета Александровна Парнова (после переезда — Элизабет «Лиз» Парнов, англ. Elizabeth «Liz» Parnov; род. 9 мая 1994, Москва) — австралийская легкоатлетка русского происхождения, специализирующаяся в прыжках с шестом. Чемпионка Океании 2019 года. Участница летних Олимпийских игр 2012 и 2020 годов. Четырёхкратная чемпионка Австралии (2010, 2014, 2016, 2017).

## Биография
Родилась 9 мая 1994 года в Москве в семье тренера Александра Владимировича Парнова и его жены Надежды. В октябре 1996 года семья иммигрировала в Австралию. У Елизаветы есть три сестры — старшая Виктория, младшие Алла и Наталья.
Начала заниматься прыжками с шестом в 2005 году. Дебютировала на международной арене в 2010 году, став чемпионкой Океании среди юношей. В 2012 году участвовала в летних Олимпийских играх в Лондоне, однако в квалификации не показала ни одной результативной попытки.
Трижды выступала на Играх Содружества (2010, 2014, 2018).
Также является моделью агентства «Vivien’s Models».

## Основные результаты
| Год  | Соревнования                      | Место проведения       | Место    | Результат |
| ---- | --------------------------------- | ---------------------- | -------- | --------- |
| 2010 | Чемпионат Океании среди юношей    | Сидней, Австралия      | 1        | 3,95 м    |
| 2010 | Летние юношеские Олимпийские игры | Сингапур               | 2        | 4,25 м    |
| 2010 | Игры Содружества                  | Дели, Индия            | 11       | 3,95 м    |
| 2011 | Чемпионат Океании среди юношей    | Сидней, Австралия      | 2        | 3,85 м    |
| 2011 | Чемпионат мира среди юношей       | Лилль, Франция         | 2        | 4,20 м    |
| 2012 | Чемпионат мира среди юниоров      | Барселона, Испания     | 2        | 4,30 м    |
| 2012 | Летние Олимпийские игры           | Лондон, Великобритания | —        | NM        |
| 2014 | Игры Содружества                  | Глазго, Шотландия      | —        | NM        |
| 2017 | Чемпионат мира                    | Лондон, Великобритания | 15 (кв.) | 4,35 м    |
| 2018 | Игры Содружества                  | Голд-Кост, Австралия   | 5        | 4,40 м    |
| 2019 | Чемпионат Океании                 | Таунсвилл, Австралия   | 1        | 4,60 м    |
| 2019 | Чемпионат мира                    | Доха, Катар            | 28 (кв.) | 4,35 м    |
| 2021 | Летние Олимпийские игры           | Токио, Япония          | 24 (кв.) | 4,25 м    |